# سولفنیل کلرید

فرمول ساختاری کلی سولفنیل کلریدها

سولفنیل کلرید نوعی گروه عاملی با فرمول کلی R-S-Cl است که در آن R نشانگر آلکیل یا آریل است. سولفنیل کلریدها ترکیبات فعالی هستند که به عنوان منبع +RS عمل می‌کنند. سولفنیل کلریدها در تشکیل پیوندهای RS-N و RS-O نقش دارند.
بر پایه روش نامگذاری IUPAC, سولفنیل کلریدها به نام آلکیل تیوهیپوکلریت خوانده می‌شوند.

## واکنش‌ها و روش تهیه
سولفنیل کلریدها طی کلردار کردن دی سولفیدها به وجود میایند.
R2S2 + Cl2 → 2 RSCl
این واکنش گاهی به افتخار تئودور زینکه، به نام واکنش دی سولفیدی زینکه خوانده می‌شود.